# Draft 1995 de la NBA
1994 1996
La draft 1995 de la NBA est la 49e draft annuelle de la National Basketball Association (NBA), se déroulant en amont de la saison 1995-1996. Elle s'est tenue le 28 juin 1995 au Skydome de Toronto, en Ontario, au Canada. Un total de 58 joueurs ont été sélectionnés en 2 tours.
C'est la toute première draft de l'histoire en dehors des États-Unis, puisqu'elle se tient au Canada, lieu de la création de deux nouvelles franchises à Toronto et Vancouver. En amont de la draft, les Raptors de Toronto et les Grizzlies de Vancouver, nouvelles franchises de la ligue, participent à la draft pour la première fois, après avoir réalisé une draft d'expansion, leur permettant de sélectionner des joueurs d'autres franchises, non protégés.
Lors de cette draft, 29 équipes de la NBA choisissent à tour de rôle des joueurs évoluant au basket-ball universitaire américain, ainsi que des joueurs internationaux. Si un joueur quittait l’université plus tôt, il devenait éligible à la sélection.
La loterie pour désigner la franchise qui choisit en première un joueur, consiste en une loterie pondérée : parmi les équipes non qualifiées en playoffs, les chances de remporter le premier choix sont de 25% pour la plus mauvaise équipe, et de 0,5% pour la « moins mauvaise », où chaque équipe se voit confier aléatoirement 250 à 5 combinaisons différentes.
Joe Smith est sélectionné en première position par les Warriors de Golden State, en provenance du Maryland. C'est Damon Stoudamire, choisi en 7e position par les Raptors de Toronto, qui remporte le titre de NBA Rookie of the Year à l'issue de la saison.
Elle est marquée par la sélection en 5e position de Kevin Garnett par les Timberwolves du Minnesota, qui fut le premier joueur d'impact (nombreuses fois All-Star et MVP de la saison 2003-2004) issu directement du lycée sans passer par la case université, depuis Moses Malone. Il est également le seul joueur de cette classe à intégrer le Basketball Hall of Fame à l'issue de sa carrière.

## Draft
| ^ | Signale un joueur qui a été intronisé au Basketball Hall of Fame                                                                |
| * | Signale un joueur qui a été sélectionné pour au moins un match annuel NBA All-Star Game et une récompense annuelle All-NBA Team |
| + | Signale un joueur qui a été sélectionné pour au moins un match annuel NBA All-Star Game                                         |
| R | Signale le joueur qui a remporté le titre de NBA Rookie of the Year                                                             |
| m | Signale un joueur qui a remporté le titre de MVP au cours de sa carrière                                                        |

### Premier tour
| Choix | Nom                | Position          | Nationalité | Équipe                                                                               | Provenance          |
| ----- | ------------------ | ----------------- | ----------- | ------------------------------------------------------------------------------------ | ------------------- |
| 1     | Joe Smith          | Ailier fort       | États-Unis  | Warriors de Golden State                                                             | Maryland            |
| 2     | Antonio McDyess*   | Ailier fort       | États-Unis  | Clippers de Los Angeles (transféré aux Nuggets de Denver)                            | Alabama             |
| 3     | Jerry Stackhouse+  | Arrière           | États-Unis  | 76ers de Philadelphie                                                                | North Carolina      |
| 4     | Rasheed Wallace+   | Ailier fort       | États-Unis  | Bullets de Washington                                                                | North Carolina      |
| 5     | Kevin Garnett^ m   | Ailier fort       | États-Unis  | Timberwolves du Minnesota                                                            | Farragut Academy HS |
| 6     | Bryant Reeves      | Pivot             | États-Unis  | Grizzlies de Vancouver                                                               | Oklahoma State      |
| 7     | Damon Stoudamire R | Meneur            | États-Unis  | Raptors de Toronto                                                                   | Arizona             |
| 8     | Shawn Respert      | Arrière           | États-Unis  | Trail Blazers de Portland (des Pistons de Détroit, transféré aux Bucks de Milwaukee) | Michigan State      |
| 9     | Ed O'Bannon        | Ailier            | États-Unis  | Nets du New Jersey                                                                   | UCLA                |
| 10    | Kurt Thomas        | Ailier fort       | États-Unis  | Heat de Miami                                                                        | TCU                 |
| 11    | Gary Trent         | Ailier fort       | États-Unis  | Bucks de Milwaukee (transféré aux Trail Blazers de Portland)                         | Ohio                |
| 12    | Cherokee Parks     | Pivot             | États-Unis  | Mavericks de Dallas                                                                  | Duke                |
| 13    | Corliss Williamson | Ailier fort       | États-Unis  | Kings de Sacramento                                                                  | Arkansas            |
| 14    | Eric Williams      | Ailier            | États-Unis  | Celtics de Boston                                                                    | Providence          |
| 15    | Brent Barry        | Arrière           | États-Unis  | Nuggets de Denver (transféré aux Clippers de Los Angeles)                            | Oregon State        |
| 16    | Alan Henderson     | Ailier fort       | États-Unis  | Hawks d'Atlanta                                                                      | Indiana             |
| 17    | Bob Sura           | Arrière           | États-Unis  | Cavaliers de Cleveland                                                               | Florida State       |
| 18    | Theo Ratliff+      | Ailier fort       | États-Unis  | Pistons de Détroit (des Trail Blazers de Portland)                                   | Wyoming             |
| 19    | Randolph Childress | Meneur            | États-Unis  | Pistons de Détroit (des Rockets de Houston via Trail Blazers de Portland)            | Wake Forest         |
| 20    | Jason Caffey       | Ailier fort       | États-Unis  | Bulls de Chicago                                                                     | Alabama             |
| 21    | Michael Finley+    | Ailier            | États-Unis  | Suns de Phoenix (des Lakers de Los Angeles)                                          | Wisconsin           |
| 22    | Jiří Zídek         | Pivot             | Tchéquie    | Hornets de Charlotte                                                                 | UCLA                |
| 23    | Travis Best        | Meneur            | États-Unis  | Pacers de l'Indiana                                                                  | Georgia Tech        |
| 24    | Loren Meyer        | Ailier fort       | États-Unis  | Mavericks de Dallas (des Knicks de New York)                                         | Iowa State          |
| 25    | David Vaughn       | Ailier fort Pivot | États-Unis  | Magic d'Orlando                                                                      | Memphis             |
| 26    | Sherell Ford       | Ailier fort       | États-Unis  | SuperSonics de Seattle                                                               | Illinois-Chicago    |
| 27    | Mario Bennett      | Ailier fort       | États-Unis  | Suns de Phoenix                                                                      | Arizona State       |
| 28    | Greg Ostertag      | Pivot             | États-Unis  | Jazz de l'Utah                                                                       | Kansas              |
| 29    | Cory Alexander     | Meneur            | États-Unis  | Spurs de San Antonio                                                                 | Virginia            |

### Deuxième tour
| Choix | Nom                 | Position          | Nationalité | Équipe                    | Provenance                         |
| ----- | ------------------- | ----------------- | ----------- | ------------------------- | ---------------------------------- |
| 30    | Lou Roe             | Ailier            | États-Unis  | Pistons de Détroit        | Massachusetts                      |
| 31    | Dragan Tarlać       | Pivot             | Yougoslavie | Bulls de Chicago          | Olympiakos (Grèce)                 |
| 32    | Terrence Rencher    | Arrière           | États-Unis  | Bullets de Washington     | Texas                              |
| 33    | Junior Burrough     | Ailier            | États-Unis  | Celtics de Boston         | Virginia                           |
| 34    | Andrew DeClercq     | Ailier fort Pivot | États-Unis  | Warriors de Golden State  | Florida                            |
| 35    | Jimmy King          | Arrière           | États-Unis  | Raptors de Toronto        | Michigan                           |
| 36    | Lawrence Moten      | Arrière           | États-Unis  | Grizzlies de Vancouver    | Syracuse                           |
| 37    | Frankie King        | Arrière           | États-Unis  | Lakers de Los Angeles     | Western Carolina                   |
| 38    | Rashard Griffith    | Pivot             | États-Unis  | Bucks de Milwaukee        | Wisconsin                          |
| 39    | Donny Marshall      | Ailier            | États-Unis  | Cavaliers de Cleveland    | Connecticut                        |
| 40    | Dwayne Whitfield    | Ailier fort       | États-Unis  | Warriors de Golden State  | Jackson State                      |
| 41    | Erik Meek           | Pivot             | États-Unis  | Rockets de Houston        | Duke                               |
| 42    | Donnie Boyce        | Arrière           | États-Unis  | Hawks d'Atlanta           | Colorado                           |
| 43    | Eric Snow           | Meneur            | États-Unis  | Bucks de Milwaukee        | Michigan State                     |
| 44    | Anthony Pelle       | Pivot             | États-Unis  | Nuggets de Denver         | Fresno State                       |
| 45    | Troy Brown          | Ailier fort Pivot | États-Unis  | Hawks d'Atlanta           | Providence                         |
| 46    | George Banks        | Ailier            | États-Unis  | Heat de Miami             | UTEP                               |
| 47    | Tyus Edney          | Arrière           | États-Unis  | Kings de Sacramento       | UCLA                               |
| 48    | Mark Davis          | Arrière Ailier    | États-Unis  | Timberwolves du Minnesota | Texas Tech                         |
| 49    | Jerome Allen        | Arrière           | États-Unis  | Timberwolves du Minnesota | Penn                               |
| 50    | Martin Lewis        | Ailier            | États-Unis  | Warriors de Golden State  | Seward County CC                   |
| 51    | Dejan Bodiroga      | Ailier            | Yougoslavie | Kings de Sacramento       | Olimpia (Stefanel) Milano (Italie) |
| 52    | Fred Hoiberg        | Arrière           | États-Unis  | Pacers de l'Indiana       | Iowa State                         |
| 53    | Constantin Popa     | Pivot             | Roumanie    | Clippers de Los Angeles   | Miami                              |
| 54    | Eurelijus Žukauskas | Pivot             | Lituanie    | SuperSonics de Seattle    | Neptunas (Lituanie)                |
| 55    | Michael McDonald    | Pivot             | États-Unis  | Warriors de Golden State  | New Orleans                        |
| 56    | Chris Carr          | Arrière           | États-Unis  | Suns de Phoenix           | Southern Illinois                  |
| 57    | Cuonzo Martin       | Arrière Ailier    | États-Unis  | Hawks d'Atlanta           | Purdue                             |
| 58    | Don Reid            | Ailier fort       | États-Unis  | Pistons de Détroit        | Georgetown                         |

## Joueurs notables non draftés
| Nom          | Position | Nationalité | Provenance  |
| ------------ | -------- | ----------- | ----------- |
| Rick Brunson | Arrière  | États-Unis  | Temple      |
| Kevin Ollie  | Arrière  | États-Unis  | Connecticut |